# Larbi Ben Barek
Abd al-Qadir Larbi Ben Mbarek, más conocido como Larbi Ben Barek (en árabe, العربي بن مبارك) (n. 16 de junio de 1917, Casablanca, Marruecos - m. 16 de septiembre de 1992) fue un futbolista marroquí y francés que jugó de delantero.

## Biografía
Empezó jugando en un equipo de su ciudad natal, el Idéal Club Casablanca, un equipo de la segunda división marroquí. Con este equipo consigue un subcampeonato de la Copa de Marruecos.
En 1935 ficha por un equipo de la Primera división, el U.S. Marocaine. Permaneció en el equipo tres temporadas consiguiendo ganar una Liga.
En la temporada 38-39 se marcha a jugar al Olympique de Marsella. Pero cuando estalla la Segunda Guerra Mundial Ben Barek retorna a Marruecos, y vuelve a jugar con el U.S. Marocaine.
En 1945 vuelve a la liga francesa de fútbol para jugar con el Stade Français FC.
En 1948 ficha por el Atlético de Madrid. Debuta en la Primera división española el 19 de septiembre de 1948 en el partido RCD Español 4:1 Atlético.
Con el Atlético ganó dos Ligas. Permaneció en el club seis temporadas disputando un total de 114 partidos en Primera división en los que marcó 58 goles. Se trata de uno de los jugadores más grandes que han vestido la casaca rojiblanca. En el club colchonero formó parte de la llamada 
delantera de cristal, junto con José Juncosa, José Luis Pérez-Payá, Henry Carlsson y Adrián Escudero.
En 1954 regresó al Olympique de Marsella para pasar su última temporada como futbolista.
En 1958 fue nombrado seleccionador de Marruecos, convirtiéndose así en el primer entrenador de esa selección después de su independencia de Francia.
Falleció el 16 de septiembre de 1992. Fue galardonado póstumamente con la Orden del Mérito de la FIFA, máxima distinción futbolística de la federación internacional, considerándole así como uno de los personajes más importantes de la historia del fútbol.

### Selección nacional
Fue internacional con la selección de fútbol de Marruecos. Como Marruecos estaba bajo protectorado francés y español en aquella época, la selección no podía disputar partidos internacionales, solo partidos amistosos.
Ben Barek fue internacional con la selección de fútbol de Francia en 17 ocasiones. Su debut como internacional fue el 4 de septiembre de 1938 en el partido Italia 1:0 Francia. Marcó un total de tres goles con su selección.
Ben Barek es el jugador francés que más tiempo ha sido internacional, 15 años y 10 meses. Su primera convocatoria fue en 1938 y la última en 1954.
También fue el seleccionador de la Selección marroquí.

## Clubes
| Club                                    | País      | Año       |
| --------------------------------------- | --------- | --------- |
| Idéal Club Casablanca                   | Marruecos | 1934-1935 |
| Union Sportive Marocaine                | Marruecos | 1935-1938 |
| Olympique de Marsella                   | Francia   | 1938-1939 |
| Wydad Casablanca                        | Marruecos | 1939-1945 |
| Stade Français Paris FC                 | Francia   | 1945-1948 |
| Atlético de Madrid                      | España    | 1948-1954 |
| Olympique de Marsella                   | Francia   | 1954-1955 |
| Union Sportive Musulmane Bel-Abbesienne | Argelia   | 1955-1956 |
| Stade Marocain                          | Marruecos | 1956      |
| Fath Union Sport de Rabat               | Marruecos | 1956-1957 |

## Títulos
- 5 Ligas marroquíes (U.S. Marocaine)
- 2 Ligas españolas (Club Atlético de Madrid, 1949-50 y 1950-51)
- 1 Copa Eva Duarte (Club Atlético de Madrid, 1951)
- Orden del Mérito de la FIFA: 1998